# Coleção Aplauso
A Coleção Aplauso é um acervo literário lançado em 2004 pela Imprensa Oficial do Estado de São Paulo, com depoimentos e entrevistas sobre a vida e a carreira de profissionais da dramaturgia brasileira. 

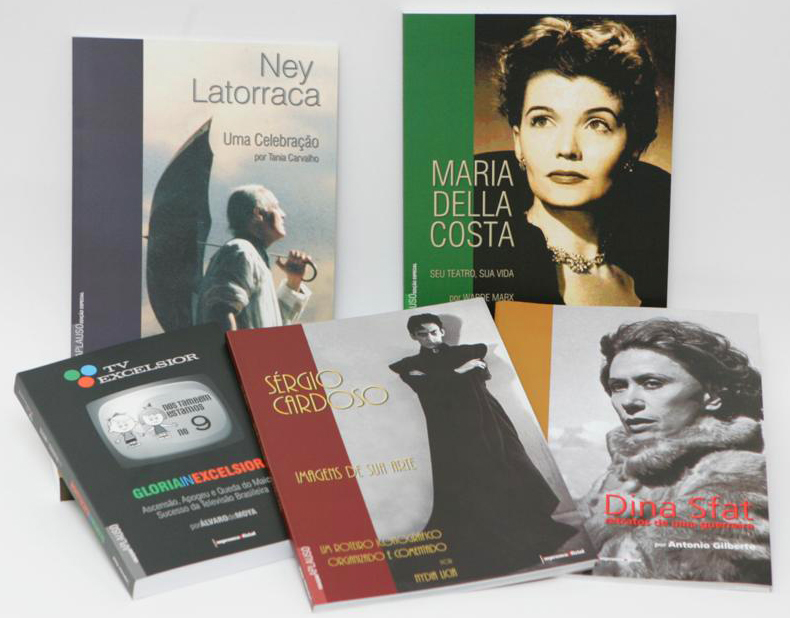
Capas de grandes sucessos da Coleção Aplauso

## Objetivos
Lançado em 2004, com edição do professor Hubert Alquéres e coordenação do crítico de artes cênicas Rubens Ewald Filho, os objetivos do acervo são preservar a memória da dramaturgia brasileira e popularizar o acesso ao conhecimento sobre esse tema.
Depoimento do professor Hubert Alquéres, presidente da Imprensa Oficial do Estado de São Paulo e idealizador da coleção:

A Coleção Aplauso, concebida pela Imprensa Oficial, tem como atributo principal reabilitar e resgatar a memória da cultura nacional, biografando atores, atrizes e diretores que compõem a cena brasileira nas áreas do cinema, música, teatro e televisão. Em entrevistas e encontros sucessivos foi-se estreitando o contato com todos. Preciosos arquivos de documentos e imagens foram abertos e, na maioria dos casos, deu-se a conhecer o universo que compõe seus cotidianos. A decisão em trazer o relato de cada um para a primeira pessoa permitiu manter o aspecto de tradição oral dos fatos, fazendo com que a memória e toda a sua conotação idiossincrásica aflorasse de maneira coloquial, como se o biografado estivesse falando diretamente ao leitor.

## Acervo

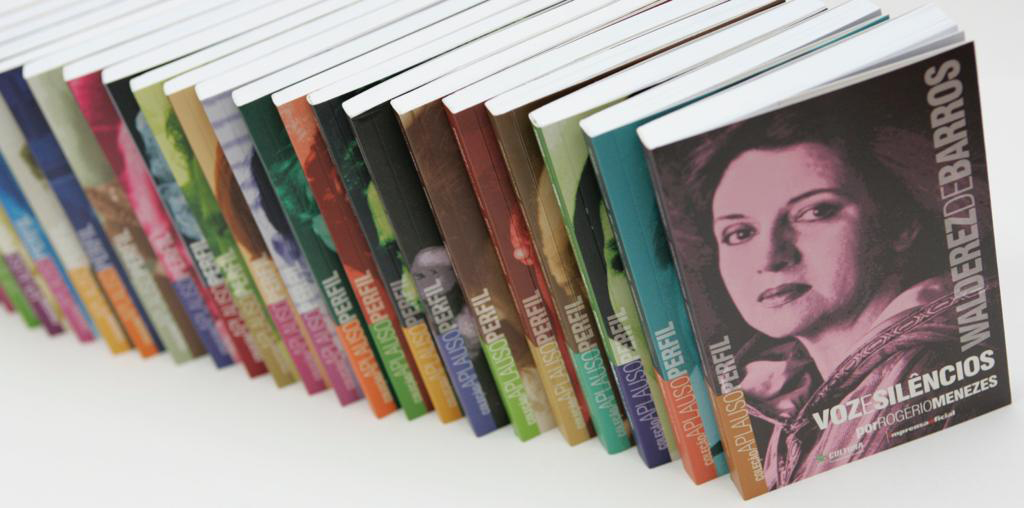
Coleção Aplauso

A Coleção Aplauso conta com 288 livros sobre a vida e a obra de grandes nomes da cultura dramatúrgica brasileira, através de biografias de artistas, cineastas e dramaturgos além de roteiros de cinema, peças de teatro e a história de diversas emissoras de televisão. Resgata a memória cultural brasileira e de seus principais protagonistas. Ela está dividida nas séries Perfil, Teatro Brasil, Cinema Brasil, Dança e Televisão. Além de perfis biográficos, a coleção publica também roteiros de filmes e peças de teatro. Em dezembro de 2009, foi disponibilizado um site contendo 170 livros em formato digital (todas as obras na época), com acesso livre.
| Volume | Autor                                                                               |
| --- | ----------------------------------------------------------------------------------- |
| Coleção Aplauso Perfil: Irene Ravache : Caçadora de emoções                                                                                                  | Tânia Carvalho                                                                      |
| Coleção Aplauso Perfil: Cleyde Yáconis : Dama discreta | Vilmar Ledesma                                                                      |
| Coleção Aplauso Perfil: Ruth de Souza : Estrela negra | Maria Ângela Jesus                                                                  |
| Coleção Aplauso Cinema Brasil: Anselmo Duarte : O homem da Palma de Ouro                                                                                     | Luiz Carlos Merten                                                                  |
| Coleção Aplauso Cinema Brasil: Carlos Reichenbach : O cinema como rezão de viver                                                                             | Marcelo Lyra                                                                        |
| Coleção Aplauso Cinema Brasil: Ugo Giorgetti : O sonho intacto                                                                                               | Rosane Pavan                                                                        |
| Coleção Aplauso Cinema Brasil Roteiro: O Caçador de Diamantes : o Primeiro Roteiro Completo do Cinema Brasileiro                                             | Máximo Barro                                                                        |
| Coleção Aplauso TV Brasil: TV Excelsior - Gloria in Excelsior: Ascensão, apogeu e queda do maior sucesso da televisão brasileira                             | Álvaro de Moya                                                                      |
| Coleção Aplauso Cinema Brasil: João Batista de Andrade : Alguma solidão e muitas histórias                                                                   | Maria do Rosário Caetano                                                            |
| Coleção Aplauso Especial: Sérgio Cardoso : Imagens de sua arte                                                                                               | Nydia Lícia                                                                         |
| Coleção Aplauso Cinema Brasil Roteiro: Casa de Meninas | Inácio Araújo                                                                       |
| Coleção Aplauso Cinema Brasil Roteiro: Dois Córregos | Carlos Reichenbach                                                                  |
| Coleção Aplauso Cinema Brasil Roteiro: O Caso dos Irmãos Naves                                                                                               | Luís Sérgio Person e Jean-Claude Bernardet                                          |
| Coleção Aplauso Cinema Brasil: Rodolfo Nanni : Um realizador persistente                                                                                     | Neusa Barbosa                                                                       |
| Coleção Aplauso Cinema Brasil: Carlos Coimbra : Um homem raro                                                                                                | Luiz Carlos Merten                                                                  |
| Coleção Aplauso Cinema Brasil Roteiro: Narradores de Javé | Eliane Café e Luis Alberto de Abreu                                                 |
| Coleção Aplauso Perfil: Bete Mendes : O cão e a rosa | Rogério Menezes                                                                     |
| Coleção Aplauso Perfil: David Cardoso : Persistência e paixão                                                                                                | Alfredo Sternheim                                                                   |
| Coleção Aplauso Perfil: Etty Fraser : Virada pra lua | Vilmar Ledesma                                                                      |
| Coleção Aplauso Perfil: Gianfrancesco Guarnieri : Um grito solto no ar                                                                                       | Sérgio Roveri                                                                       |
| Coleção Aplauso Perfil: John Herbert : Um gentleman no palco e na vida                                                                                       | Neusa Barbosa                                                                       |
| Coleção Aplauso Perfil: Niza de Castro Tank : Niza, apesar das outra                                                                                         | Sara Lopes                                                                          |
| Coleção Aplauso Perfil: Nicette Bruno e Paulo Goulart : tudo em família                                                                                      | Elaine Guerini                                                                      |
| Coleção Aplauso Perfil: Paulo José : memórias substantivas                                                                                                   | Tânia Carvalho                                                                      |
| Coleção Aplauso Perfil: Reginaldo Faria : O solo de um inquieto                                                                                              | Wagner de Assis                                                                     |
| Coleção Aplauso Perfil: Sérgio Viotti : O cavalheiro das artes                                                                                               | Nilu de Assis                                                                       |
| Coleção Aplauso Perfil: Walderez de Barros : Voz e silêncios                                                                                                 | Rogério Menezes                                                                     |
| Coleção Aplauso Especial: Maria Della Costa: Seu teatro, sua vida                                                                                            | Warde Marx                                                                          |
| Coleção Aplauso Especial: Ney Latorraca : Uma celebração | Tânia Carvalho                                                                      |
| Coleção Aplauso Teatro Brasil: Luis Alberto de Abreu : Até a última sílaba                                                                                   | Adélia Nicolete                                                                     |
| Coleção Aplauso Cinema Brasil Roteiro: A Dona da História | João Falcão, João Emanuel Carneiro e Daniel Filho                                   |
| Coleção Aplauso Cinema Brasil Roteiro: Como fazer um filme de amor                                                                                           | Luiz Moura e José Roberto Torero                                                    |
| Coleção Aplauso Cinema e Tecnologia: Cinema Digital : Um novo cinema?                                                                                        | Luiz Gonzaga Assis de Luca                                                          |
| Coleção Aplauso Teatro Brasil: Alcides Nogueira : Alma de cetim                                                                                              | Tuna Dwek                                                                           |
| Coleção Aplauso Perfil: Rosamaria Murtinho : Simples magia                                                                                                   | Tânia Carvalho                                                                      |
| Coleção Aplauso Perfil: Sérgio Hingst : Um ator de cinema | Máximo Barro                                                                        |
| Coleção Aplauso Especial: Dina Sfat : Retratos de uma guerreira                                                                                              | Antonio Gilberto                                                                    |
| Coleção Aplauso Cinema Brasil Roteiro: Bens Confiscados | Daniel Chaia e Carlos Reichembach                                                   |
| Coleção Aplauso Perfil: Carla Camurati : Luz natural | Carlos Alberto Mattos                                                               |
| Coleção Aplauso Perfil: Renato Consorte : Contestador por índole                                                                                             | Eliana Pace                                                                         |
| Coleção Aplauso Teatro Brasil: Antenor Pimenta : Circo e poesia                                                                                              | Daniele Pimenta                                                                     |
| Coleção Aplauso Perfil: Rubens de Falco : Um internacional brasileiro                                                                                        | Nydia Lícia                                                                         |
| Coleção Aplauso Perfil: Rolando Boldrin : Palco Brasil | Ieda Abreu                                                                          |
| Coleção Aplauso Perfil: Renata Fronzi : Chorar de rir | Wagner de Assis                                                                     |
| Coleção Aplauso Perfil: Aracy Balabanian - Nunca fui um anjo                                                                                                 | Tânia Carvalho                                                                      |
| Coleção Aplauso Perfil: Sonia Oiticica : Uma atriz rodrigueana?                                                                                              | Maria Thereza Vargas                                                                |
| Coleção Aplauso Cinema Brasil: Djalma Limongi Batista : Livre pensador                                                                                       | Marcel Nadale                                                                       |
| Coleção Aplauso Cinema Brasil Roteiro: Cabra-cega (filme) | Toni Ventura e Ricardo Keuffman                                                     |
| Coleção Aplauso Cinema Brasil Roteiro: De Passagem | Elias e Cláudio Yosida                                                              |
| Coleção Aplauso Cinema Brasil: Pedro Jorge de Castro : O calor da tela                                                                                       | Rogério Menezes                                                                     |
| Coleção Aplauso Cinema Brasil Roteiro: O Homem Que Virou Suco                                                                                                | João Batista de Andrade(Roteirista), Ariane Abdallah e Newton Cannito (organização) |
| Coleção Aplauso Perfil: Suely Franco : A alegria de representar                                                                                              | Alfredo Sternheim                                                                   |
| Coleção Aplauso Perfil: Ilka Soares : A bela da tela | Wagner de Assis                                                                     |
| Coleção Aplauso Perfil: José Dumont : Do cordel às telas | Klecius Henrique                                                                    |
| Coleção Aplauso Perfil: Paulo Betti : Na carreira de um sonhador                                                                                             | Teté Ribeiro                                                                        |
| Coleção Aplauso Teatro Brasil: Trilogia Alcides Nogueira : O teatro de Alcides Nogueira                                                                      | Alcides Nogueira                                                                    |
| Coleção Aplauso Cinema Brasil: Helvécio Ratton : O cinema além das montanhas                                                                                 | Pablo Villaça                                                                       |
| Coleção Aplauso Cinema Brasil Roteiro: A Cartomante | Wagner de Assis                                                                     |
| Coleção Aplauso Perfil: Maria Adelaide Amaral: A emoção libertária                                                                                           | Tuna Dwek                                                                           |
| Coleção Aplauso Perfil: Miriam Mehler : Sensibilidade e paixão                                                                                               | Vilmar Ledesma                                                                      |
| Coleção Aplauso Cinema Brasil: Braz Chediak: Fragmentos de uma vida                                                                                          | Sérgio Rodrigo Reis                                                                 |
| Coleção Aplauso Cinema Brasil: Guilherme de Almeida | Luiz Zanin Oricchio                                                                 |
| Coleção Aplauso Cinema Brasil Roteiro: Viva Voz (filme) | Paulo Morelli                                                                       |
| Coleção Aplauso Cinema Brasil: Fernando Meirelles : Biografia prematura                                                                                      | Maria do Rosário Caetano                                                            |
| Coleção Aplauso Crônica: Maria Lúcia Dahl : O quebra-cabeças                                                                                                 | Maria Lúcia Dahl                                                                    |
| Coleção Aplauso Perfil: Leonardo Villar : Garra e paixão | Nydia Lícia                                                                         |
| Coleção Aplauso Cinema: Bastidores: Um Outro Lado do Cinema                                                                                                  | Elaine Guerini                                                                      |
| Coleção Aplauso Cinema Brasil: Cinema da Boca : Dicionário de diretores                                                                                      | Alfredo Sternheim                                                                   |
| Coleção Aplauso Perfil: Zezé Motta : Muito prazer | Rodrigo Murat                                                                       |
| Coleção Aplauso Cinema Brasil Roteiro: Jeferson De - Dogma feijoada : O cinema negro brasileiro                                                              | Jeferson De                                                                         |
| Coleção Aplauso Perfil: Silvio de Abreu : Um homem de sorte                                                                                                  | Vilmar Ledesma                                                                      |
| Coleção Aplauso Crítica: Maria Lúcia Candeias : duas tábuas e uma paixão                                                                                     | José Simões de Almeida Jr. (organizador)                                            |
| Coleção Aplauso Crítica: Clóvis Garcia : A crítica como ofício                                                                                               | Carmelinda Guimarães                                                                |
| Coleção Aplauso Especial: Dulce Damasceno de Brito : Lembranças de Hollywood                                                                                 | Alfredo Sternheim                                                                   |
| Coleção Aplauso Crítica: Jairo Ferreira : Crítica de invenção - Os anos do São Paulo Shimbum                                                                 | Alessandro Gamo (organizador)                                                       |
| Coleção Aplauso Crítica: Edmar Pereira : Razão e sensibilidade                                                                                               | Luis Carlos Merten (organizador)                                                    |
| Coleção Aplauso Crítica: Rubem Biáfora : A coragem de ser | Carlos M. Motta                                                                     |
| Coleção Aplauso Teatro Brasil: Samir Yazbek : O teatro de Samir Yazbek                                                                                       | Samir Yazbe                                                                         |
| Coleção Aplauso Cinema Brasil: Jorge Bodansky: O homem com a câmera                                                                                          | Carlos Alberto Mattos                                                               |
| Coleção Aplauso Teatro Brasil: Renata Pallottini : Cumprimenta e pede passagem                                                                               | Rita Ribeiro Guimarães                                                              |
| Coleção Aplauso Perfil: Geórgia Gomide : Uma atriz brasileira                                                                                                | Eliana Pace                                                                         |
| Coleção Aplauso Especial: Walmor Chagas : Um homem indignado                                                                                                 | Djalma Limongi Batista                                                              |
| Coleção Aplauso Perfil: Ary Fontoura : Entre rios e janeiros                                                                                                 | Rogério Menezes                                                                     |
| Coleção Aplauso Teatro Brasil: João Bethencourt : O locatário da comédia                                                                                     | Rodrigo Murat                                                                       |
| Coleção Aplauso Perfil: Pedro Paulo Rangel : O samba e o fado                                                                                                | Tânia Carvalho                                                                      |
| Coleção Aplauso Teatro Brasil: Leilah Assumpção : A consciência da mulher                                                                                    | Eliana Pace                                                                         |
| Coleção Aplauso Perfil: Tony Ramos : No tempo da delicadeza                                                                                                  | Tânia Carvalho                                                                      |
| Coleção Aplauso Crítica: Luiz Geraldo de Miranda Leão : Anasisando cinema - Crítica de LG                                                                    | Aurora Miranda Leão                                                                 |
| Coleção Aplauso Teatro Brasil: Ilo Krugli: Poesia rasgada | Ieda Abreu                                                                          |
| Coleção Aplauso Cinema Brasil: Cinema e Futebol - Fome de Bola : Cinema e futebol no Brasil                                                                  | Luiz Zanin Oricchio                                                                 |
| Coleção Aplauso Especial: Eva Wilma : Arte e vida | Edla Van Steen                                                                      |
| Coleção Aplauso Perfil: Betty Faria : Rebelde por natureza                                                                                                   | Tânia Carvalho                                                                      |
| Coleção Aplauso Cinema Brasil: Luiz Carlos Lacerda: Prazer & cinema                                                                                          | Alfredo Sternheim                                                                   |
| Coleção Aplauso Teatro Brasil: Noemi Marinho : O teatro de Noemi Marinho                                                                                     | Noemi Marinho                                                                       |
| Coleção Aplauso Perfil: Vera Holtz : O gosto da Vera | Analu Ribeiro                                                                       |
| Coleção Aplauso Especial: Agildo Ribeiro : O capitão do riso                                                                                                 | Wagner de Assis                                                                     |
| Coleção Aplauso Teatro Brasil: Maurice Vanneau : Artista múltiplo                                                                                            | Leila V.B. Gouvêa                                                                   |
| Coleção Aplauso Perfil: Fernando Peixoto: Em cena aberta | Marília Balbi                                                                       |
| Coleção Aplauso Especial: Raul Cortez : Sem medo de se expor                                                                                                 | Nydia Lícia                                                                         |
| Coleção Aplauso Teatro Brasil: De pernas para o ar - Teatro de Revista em São Paulo                                                                          | Neyde Veneziano                                                                     |
| Coleção Aplauso Cinema Brasil Roteiro: Zuzu Angel | Marcos Bernstein e Sérgio Rezende                                                   |
| Coleção Aplauso Cinema Brasil: Maurice Capovilla: A imagem crítica                                                                                           | Carlos Alberto Mattos                                                               |
| Coleção Aplauso Teatro Brasil: Os Satyros : Um palco visceral                                                                                                | Alberto Guzik                                                                       |
| Coleção Aplauso Perfil: Denise Del Vecchio : Memórias da lua                                                                                                 | Tuna Dwek                                                                           |
| Coleção Aplauso Cinema Brasil: José Carlos Burle : Drama na chanchada                                                                                        | Máximo Barro                                                                        |
| Coleção Aplauso Cinema Brasil: Ricardo Pinto e Silva : Rir ou chorar                                                                                         | Rodrigo Capella                                                                     |
| Coleção Aplauso Cinema Brasil Roteiro: Quanto Vale ou É por Quilo?                                                                                           | Cannnito, Newton, Benaim, Eduardo, Bianchi, Sergio                                  |
| Coleção Aplauso Cinema Brasil: Alain Fresnot : Um cineasta sem alma                                                                                          | Alain Fresnot                                                                       |
| Coleção Aplauso Cinema Brasil Roteiro: Desmundo | Sabina Anzuategui                                                                   |
| Coleção Aplauso Perfil: Marisa Prado : A estrela, o mistério                                                                                                 | Luis Carlos Lisboa                                                                  |
| Coleção Aplauso Perfil: Emiliano Queiroz : Na sobremesa da vida                                                                                              | Marisa Letícia                                                                      |
| Coleção Aplauso Cinema Brasil: Ary Fernandes : Sua fascinante história                                                                                       | Antonio Leão da Silva Neto                                                          |
| Coleção Aplauso Perfil: Mauro Mendonça : Em busca da perfeição                                                                                               | Renato Sérgio                                                                       |
| Coleção Aplauso Teatro Brasil: Teresa Aguiar e o Grupo Rotunda : Quatro décadas em cena                                                                      | Ariane Porto                                                                        |
| Coleção Aplauso Perfil: Irene Stefânia : Arte e psicoterapia                                                                                                 | Germano Pereira                                                                     |
| Coleção Aplauso Teatro Brasil: Ivam Cabral : Quatro textos para um teatro veloz                                                                              | Ivam Cabrak                                                                         |
| Coleção Aplauso Especial: Carlos Zara : Paixão em quatro atos                                                                                                | Tânia Carvalho                                                                      |
| Coleção Aplauso Perfil: Marcos Caruso : Um obstinado | Eliana Rocha                                                                        |
| Coleção Aplauso Teatro Brasil: Eu vivi o TBC | Nydia Lícia                                                                         |
| Coleção Aplauso Especial: Eva Todor : O teatro da minha vida                                                                                                 | Maria Angela de Jesus                                                               |
| Coleção Aplauso Perfil: Lília Cabral : Descobrindo Lília Cabral                                                                                              | Analu Ribeiro                                                                       |
| Coleção Aplauso Perfil: Glauco Mirko Laurelli : um artesão do cinema                                                                                         | Maria Angela de Jesus                                                               |
| Coleção Aplauso Perfil: Tatiana Belinky : E quem quiser que conte outra                                                                                      | Sérgio Roveri                                                                       |
| Coleção Aplauso Especial: Beatriz Segall : Além das aparências                                                                                               | Nilu Lebert                                                                         |
| Coleção Aplauso Cinema Brasil Roteiro: O Signo da Cidade | Bruna Lombardi                                                                      |
| Coleção Aplauso Cinema Brasil Roteiro: Liberdade de Imprensa                                                                                                 | João Batista Andrade                                                                |
| Coleção Aplauso Perfil: Sonia Maria Dorce : a queridinha do meu bairro                                                                                       | Sonia Maria Dorce                                                                   |
| Coleção Aplauso TV Brasil: TV Tupi : Uma linda história de amor                                                                                              | Vida Alves                                                                          |
| Coleção Aplauso TV Brasil: Rede Manchete : Aconteceu, virou história                                                                                         | Elmo Francfort                                                                      |
| Coleção Aplauso Cinema Brasil Roteiro: Chega de Saudade | Luiz Bolognesi                                                                      |
| Coleção Aplauso Cinema Brasil Roteiro: Batismo de Sangue | Dani Patarra e Helvécio Ratton                                                      |
| Coleção Aplauso Cinema Brasil Roteiro: Onde Andará Dulce Veiga?                                                                                              | Guilherme de Almeida Prado                                                          |
| Coleção Aplauso Cinema Brasil Roteiro: Doze Trabalhos | Cláudio Yosida                                                                      |
| Coleção Aplauso Cinema Brasil Roteiro: O Ano em que Meus Pais Saíram de Férias                                                                               | Cláudio Galperin, Cao Hamburger, Bráulio Mantovani e Ana Muylaert                   |
| Coleção Aplauso Perfil: Renato Borghi : Borghi em Revista | Élcio Nogueira Seixas                                                               |
| Coleção Aplauso Especial: Victor Berbara : A história da publicidade, rádio, televisão e teatro brasileiro na visão de Victor Berbara, o homem das mil faces | Tânia Carvalho                                                                      |
| Coleção Aplauso Especial: Maria Della Costa : Seu teatro, sua vida - 2° edição                                                                               | Warde Marx                                                                          |
| Coleção Aplauso Perfil: Vera Nunes : Raro talento | Eliana Pace                                                                         |
| Coleção Aplauso TV Brasil: TV Gazeta | Elmo Francfort                                                                      |
| Coleção Aplauso Especial : Tônia Carrero - Movida pela paixão                                                                                                | Tânia Carvalho                                                                      |
| Coleção Aplauso Cinema Brasil Roteiro: Fim de Linha | Gustavo Steinberg e Guilherme Werneck                                               |
| Coleção Aplauso Dança: Rodrigo Pederneiras e o Grupo Corpo                                                                                                   | Sérgio Rodrigo Reis \|-                                                             |
| Coleção Aplauso Cinema Brasil Roteiro: Não por Acaso | Philippe BarCinemaski, Fabiana BarCinemaski e Eugênio Puppo                         |
| Coleção Aplauso Cinema Brasil Roteiro: Cidade dos Homens | Elena Soarez                                                                        |
| Coleção Aplauso Cinema Brasil Roteiro: O Céu de Suely | Karim Ainouz, Felipe Bragança e Maurício Zacharias                                  |
| Coleção Aplauso Cinema Brasil Roteiro: Estômago | Lusa Silvestre, Cláudia da Natividade e Marcos Jorge                                |
| Coleção Aplauso Perfil: Lolita Rodrigues : De carne e osso                                                                                                   | Eliana Castro                                                                       |
| Coleção Aplauso Cinema Brasil: Ivan Cardoso | Remier                                                                              |
| Coleção Aplauso Cinema Brasil: Antonio Carlos Fontoura : Espelho da alma                                                                                     | Rodrigo Murat                                                                       |
| Coleção Aplauso Cinema Brasil: Orlando Senna : O homem da montanha                                                                                           | Hermes Leal                                                                         |
| Coleção Aplauso Cinema Brasil: Mauro Alice : Um operário do filme                                                                                            | Sheila Schvarzman                                                                   |
| Coleção Aplauso Cinema Brasil: Geraldo Moraes : O cinesta do interior                                                                                        | Klecius Henrique                                                                    |
| Coleção Aplauso Cinema Brasil: Vladimir de Carvalho : Pedras na lua e peleja no planalto                                                                     | Carlos Alberto Mattos                                                               |
| Coleção Aplauso Cinema Brasil: Agostinho Martins Pereira : O idealista                                                                                       | Máximo Barro                                                                        |
| Coleção Aplauso Perfil: Joana Fomm : Minha história é viver                                                                                                  | Vilmar Ledesma                                                                      |
| Coleção Aplauso Perfil: Louise Cardoso : A mulher do Barbosa                                                                                                 | Vilmar Ledesma                                                                      |
| Coleção Aplauso Perfil: Arlete Montenegro: Fé, amor e emoção                                                                                                 | Alfredo Sternheim                                                                   |
| Coleção Aplauso Perfil: Isabel Ribeiro : Iluminada | Luís Sérgio Lima e Silva                                                            |
| Coleção Aplauso Perfil: Sonia Guedes : Chá das cinco | Adélia Nicolete                                                                     |
| Coleção Aplauso Perfil: Regina Braga : talento é um aprendizado                                                                                              | Marta Goes                                                                          |
| Coleção Aplauso Cinema Brasil: Miguel H Borges : Um lobisomem sai da sombra                                                                                  | Antonio Leão da Silva Neto                                                          |
| Coleção Aplauso Perfil: Celso Nunes : Sem amarras | Eliana Rocha                                                                        |
| Coleção Aplauso Cinema Brasil: José Antonio Garcia : Em busca da alma feminina                                                                               | Marcel Nadale                                                                       |
| Coleção Aplauso Cinema Brasil Roteiro: O bandido da luz vermelha                                                                                             | Rogério Sganzerla                                                                   |
| Coleção Aplauso Perfil: Nívea Maria : Uma atriz real | Mauro Alencar Pace e Eliana                                                         |
| Coleção Aplauso Perfil: Elisabeth Hartmann : A Sarah dos pampas                                                                                              | Reinaldo Braga                                                                      |
| Coleção Aplauso Perfil: Jonas Bloch : O ofício de uma paixão                                                                                                 | Nilu Lebert                                                                         |
| Coleção Aplauso Perfil: Ewerton de Castro : Minha vida na arte: memória e poética                                                                            | Reni Cardoso                                                                        |
| Coleção Aplauso Perfil: Fernanda Montenegro: A defesa do mistério                                                                                            | Neusa Barbosa                                                                       |
| Coleção Aplauso Teatro Brasil: Federico Garcia Lorca | José Mauro Brant e Antonio Gilberto                                                 |
| Coleção Aplauso Cinema Brasil Roteiro: O Contador de Histórias                                                                                               | José Roberto Torero, Mariana Veríssimo e Luiz Villaça (roteiro)                     |
| Coleção Aplauso Cinema e Tecnologia:A hora do Cinema Digital                                                                                                 | Luiz Gonzaga Assis de Luca                                                          |
| Coleção Aplauso Perfil: Umberto Magnani: Um rio de memórias                                                                                                  | Adélia Nicolete                                                                     |
| Coleção Aplauso Cinema Brasil Roteiro: Salve Geral | Sérgio Rezende e Patrícia Andrade                                                   |
| Coleção Aplauso Perfil : Cecil Thiré : Mestre do seu ofício                                                                                                  | Tânia Carvalho                                                                      |
| Coleção Aplauso Cinema Roteiro: Vlado 30 anos depois | João Batista Andrade                                                                |
| Coleção Aplauso Teatro Brasil: Abilio P. de Almeida | Abílio Pereira de Almeida                                                           |
| Coleção Aplauso Cinema Brasil: Francisco Ramalho | Celso Sabadin                                                                       |
| Coleção Aplauso Cinema Brasil: Máximo Barro: Talento e altruísmo                                                                                             | Alfredo Sternheim                                                                   |
| Coleção Aplauso Cinema Brasil Roteiro: Feliz Natal | Selton Mello ; Marcelo Vindicatto                                                   |
| Coleção Aplauso Perfil: Silnei Siqueira: A palavra em cena                                                                                                   | Ieda Abreu                                                                          |
| Coleção Aplauso Teatro Brasil: Germano Pereira | Germano Pereira                                                                     |
| Coleção Aplauso Música: Wagner Tiso | Beatriz Coelho Silva                                                                |
| Coleção Aplauso Crítica: BJ Duarte | Luiz Antonio Souza Lima de Macedo                                                   |
| Coleção Aplauso Teatro Brasil: José Saffioti Filho | José Saffioti Filho                                                                 |
| Coleção Aplauso Cinema Brasil: Alfredo Sternheim | Alfredo Sternheim                                                                   |
| Coleção Aplauso Perfil: Débora Duarte: Filha da televisão | Laura Malin                                                                         |
| Coleção Aplauso Teatro Brasil: José Renato | Hersch Basbaum                                                                      |
| Coleção Aplauso Teatro Brasil: Aimar Labaki | Aimar Labaki                                                                        |
| Coleção Aplauso Teatro Brasil: Antonio Rocco | Antonio Rocco                                                                       |
| Coleção Aplauso Perfil: Jorge Loredo: o perigote do Brasil                                                                                                   | Cláudio Fragata                                                                     |
| Coleção Aplauso Especial: Célia Helena | Nydia Lícia                                                                         |
| Coleção Aplauso Perfil: Isolda Cresta: Zozô vulcão | Luís Sérgio Lima e Silva                                                            |
| Coleção Aplauso Cinema Brasil Roteiro: Leila Diniz | Luiz Carlos Lacerda                                                                 |
| Coleção Aplauso Perfil: Walter George Durst: Doce guerreiro                                                                                                  | Nilu Lebert                                                                         |
| Coleção Aplauso Teatro Brasil: Alberto Guzik | Alberto Guzik                                                                       |
| Coleção Aplauso Perfil: Naum Alves de Souza: Imagem, cena, palavra                                                                                           | Alberto Guzik                                                                       |
| Coleção Aplauso Teatro Brasil: Chico de Assis | Chico de Assis                                                                      |
| Coleção Aplauso Teatro Brasil: Emilio Boechat | Emílio Boechat                                                                      |
| Coleção Aplauso Teatro Brasil: Sergio Roveri | Sérgio Roveri                                                                       |
| Coleção Aplauso Perfil: Stenio Garcia: Força da natureza | Wagner de Assis                                                                     |
| Coleção Aplauso Perfil: Berta Zemel: A alma das pedras | Rodrigo Antunes Corrêa                                                              |
| Coleção Aplauso Perfil: Aurora Duarte: Faca de ponta | Aurora Duarte                                                                       |
| Coleção Aplauso Perfil: Theresa Amayo: Ficção e realidade | Thereza Amayo                                                                       |
| Coleção Aplauso Especial: Odorico Paraguaçu | José Dias                                                                           |
| Coleção Aplauso Especial: Os reis dos musicais | Tânia Carvalho                                                                      |
| Coleção Aplauso Especial: Diogo Pacheco - Um Maestro Para Todos                                                                                              | Alfredo Sternheim                                                                   |
| Coleção Aplauso Perfil: Edney Giovenazzi: Dono de suas emoções                                                                                               | Tânia Carvalho                                                                      |
| Coleção Aplauso Música: Sérgio Ricardo - Canto Vadio | Eliana Pace                                                                         |
| Coleção Aplauso Cinema Brasil Roteiro: Olhos Azuis | Jorge Duran (Roteiro) Melanie Diamantas (Roteiro)                                   |
| Coleção Aplauso Perfil: Emilio Di Biasi: O tempo e a vida de um aprendiz                                                                                     | Erika Riedel                                                                        |
| Coleção Aplauso Perfil: Tania Alves: Bonita Alves | Fernando Cardoso                                                                    |
| Coleção Aplauso Cinema Brasil Roteiro: Dores & Amores | Patricia Muller                                                                     |
| Coleção Aplauso Música: Claudette Soares: A bossa sexy e romântica                                                                                           | Rodrigo Faour                                                                       |
| Coleção Aplauso Perfil: Paulo Hesse - A vida fez de mim um livro e eu não sei ler                                                                            | Eliana Pace                                                                         |
| Coleção Aplauso Perfil: Fulvio Stefaninni: Abrindo as gavetas                                                                                                | Nilu Lebert                                                                         |
| Coleção Aplauso Perfil: Geraldo Vietri: Disciplina é liberdade                                                                                               | Vilmar Ledesma                                                                      |
| Coleção Aplauso Perfil: Jece Valadão: Também somos irmãos | Apoenan Rodrigues                                                                   |
| Coleção Aplauso Perfil: Analy Alvarez: De corpo e alma | Nicolau Radamés                                                                     |
| Coleção Aplauso Cinema Brasil: Jorge Ileli: O suspense de viver                                                                                              | Ely Azeredo                                                                         |
| Coleção Aplauso Perfil: Laura Cardoso: Contadora de história                                                                                                 | Julia Laks                                                                          |
| Coleção Aplauso Perfil: Miguel Magno: O pregador de peças | Andrea Bassitt                                                                      |
| Coleção Aplauso Perfil: Marlene França: Do sertão da Bahia ao clã Matarazzo                                                                                  | Maria do Rosário Caetano                                                            |
| Coleção Aplauso Perfil: Carmem Verônica: O riso com glamour                                                                                                  | Cláudio Fragata                                                                     |
| Coleção Aplauso Perfil: Haydee Bittencourt: Esplendor do teatro                                                                                              | Gabriel Federecci                                                                   |
| Coleção Aplauso Perfil: Tonico Pereira: Um ator improvável, uma autobiografia não autorizada                                                                 | Eliana Bueno-Ribeiro                                                                |
| Coleção Aplauso Perfil: Norma Blum: Muitas vidas, vida e carreira                                                                                            | Norma Blum                                                                          |
| Coleção Aplauso Perfil: Rubens Correa: Um salto dentro da luz                                                                                                | Sérgio Fonta                                                                        |
| Coleção Aplauso Perfil: Lauro César: Solta o verbo | Hersch Basbaum                                                                      |
| Coleção Aplauso Perfil: Antonio Petrin: Ser ator | Orlando Margarido                                                                   |
| Coleção Aplauso Perfil: Bráulio Pedroso: audácia inovadora                                                                                                   | Sérgio Renato                                                                       |
| Coleção Aplauso Perfil: Carlos Alberto Soffredini | Renata Sofredini                                                                    |
| Coleção Aplauso Perfil: Imara Reis: Van filosofia | Thiago Sogayar Bechara                                                              |
| Coleção Aplauso Perfil: Dionisio Azevedo e Flora Geni: Uma vida na arte                                                                                      | Dionísio Acob                                                                       |
| Coleção Aplauso Teatro Brasil: Bivar: As Três Primeiras Peças                                                                                                | Antonio Bivar                                                                       |
| Coleção Aplauso Perfil: Bivar: O Explorador de Sensações Peregrinas                                                                                          | Maria Lúcia Dahl                                                                    |
| Coleção Aplauso Teatro Brasil: O Teatro de José Vicente: Primeiras Obras                                                                                     | Cida Morais                                                                         |
| Coleção Aplauso Teatro Brasil: O Teatro de José Vicente: Outras Obras                                                                                        | Cida Morais                                                                         |
| Coleção Aplauso Teatro Brasil: Jefferson Del Rios Vol. I | Jefferson Del Rios                                                                  |
| Coleção Aplauso Teatro Brasil: Jefferson Del Rios Vol. II | Jefferson Del Rios                                                                  |
| Coleção Aplauso Teatro Brasil: Em Busca de Um Teatro Musical Carioca                                                                                         | Gustavo Gasparini                                                                   |
| Coleção Aplauso Teatro Brasil: Teatro de Marici Salomão | Marici Salomão                                                                      |
| Coleção Aplauso Teatro Brasil: Isto é Besteirol: O Teatro de Vicente Pereira                                                                                 | Luís Francisco Wasilewski                                                           |
| Coleção Aplauso Teatro Brasil: Rodolfo Garcia Vasquez | Rodolfo García Vázquez                                                              |
| Coleção Aplauso Teatro Brasil: A Carroça dos Sonhos e os Saltimbancos                                                                                        | Roberto Nogueira                                                                    |
| Coleção Aplauso Cinema Brasil: Ozualdo Candeias | Moura Reis                                                                          |
| Coleção Aplauso Cinema Brasil: Ana Carolina | Evaldo Morcazel                                                                     |
| Coleção Aplauso Cinema Brasil: Jeremias Moreira | Celso Sabadin                                                                       |
| Coleção Aplauso Crítica: Inácio Araújo | Juliano Tosi                                                                        |
| Coleção Aplauso Cinema Brasil: Zelito Viana | Beste de Paula                                                                      |
| Coleção Aplauso Cinema Brasil: Roberto Gervits | Roberto Gervitz                                                                     |
| Coleção Aplauso Cinema Brasil Roteiro: As Melhores Coisas do Mundo                                                                                           | Luiz Bolognesi                                                                      |
| Coleção Aplauso Cinema Brasil Roteiro: Jogo Subterrâneo | Jorge Duran e Roberto Gervitz, com informações e comentários de Cristiane Ballerini |
| Coleção Aplauso Cinema Brasil Roteiro: Feliz Ano Velho | Roberto Gervitz                                                                     |
| Coleção Aplauso Cinema Brasil Roteiro: Antes que o Mundo Acabe                                                                                               | Ana Luiza Azevedo                                                                   |
| Coleção Aplauso Cinema Brasil Roteiro: Carro de Paulista | Mário Viana e Alessandro Marson                                                     |
| Coleção Aplauso Cinema Brasil Roteiro: Os Famosos e os Duendes da Morte                                                                                      | Esmir Filho                                                                         |
| Coleção Aplauso Cinema Brasil: Radiografia de um Filme: São Paulo, Sociedade Anônima                                                                         | Ninho Moraes                                                                        |
| Coleção Aplauso Dança: Luis Arrieta | Roberto Pereira                                                                     |
| Coleção Aplauso TV Brasil: TV Tupi de Rio de Janeiro | Luís Sérgio Lima e Silva                                                            |
| Coleção Aplauso Especial: Ziembinsky: mestre do palco | Antonio Gilberto                                                                    |
| Coleção Aplauso Especial: Italo Rossi: isso é tudo | Antonio Gilberto                                                                    |
| Coleção Aplauso Especial: Marcos Flaksman | Wagner de Assis                                                                     |
| Coleção Aplauso Especial: Dicionário do Cinema Brasileiro | Antonio Leão da Silva Neto                                                          |
| Coleção Aplauso Especial: As Grandes Vedetes do Brasil | Neyde Veneziano                                                                     |
| Coleção Aplauso Perfil: Mauricio Mattar: De peito aberto | Tânia Carvalho                                                                      |
| Coleção Aplauso Perfil: Lilian Lemmertz: Sem rede de proteção                                                                                                | Cleodon Coelho                                                                      |
| Coleção Aplauso Música: Toquinho | João Carlos Pecci                                                                   |
| Coleção Aplauso Cinema Brasil: José Marinho: Luzes do sertão, luzes da cidade                                                                                | José Carlos Monteiro, Tunico Amâncio e Juliana Corrêa                               |
| Coleção Aplauso Cinema Brasil: Marco Altberg | Roberta Canuto                                                                      |
| Coleção Aplauso Perfil: Dina Lisboa: Moldando emoções...a vida me fez assim                                                                                  | Maria Aparecida Morais Lisboa                                                       |
| Coleção Aplauso Cinema Brasil Roteiro: É Proibido Fumar | Anna Muylaert                                                                       |
| Coleção Aplauso Música: Toninho Horta: Harmonia compartilhada                                                                                                | Maria Tereza R. Arruda Campos                                                       |
| Coleção Aplauso Cinema Brasil: Dicionário de Fotógrafos do Cinema Brasileiro                                                                                 | Antonio Leão da Silva Neto                                                          |
| Coleção Aplauso Especial: Marcio Aurélio: O Que Estava Atrás da Cortina?                                                                                     | Aguinaldo Cristofani Ribeiro da Cunha                                               |
| Coleção Aplauso Teatro Brasil: Cacilda Becker: Uma mulher de muita importância                                                                               | Maria Thereza Vargas                                                                |
| Coleção Aplauso Música: Célia: Entre o mundo e a minha voz                                                                                                   | Caio de Andrade                                                                     |
| Coleção Aplauso Música: Quarteto em Cy: As meninas do Cy | Inahiá Castro                                                                       |
| Coleção Aplauso Música: Johnny Alf: Duas ou três coisas que você não sabe                                                                                    | João Carlos Rodrigues                                                               |
| Coleção Aplauso Música: Jair Rodrigues: Deixa que digam, que pensem, que falem                                                                               | Regina Echeverria                                                                   |
| Coleção Aplauso Música: Alaíde Costa: Faria tudo de novo | Ricardo Santhiago                                                                   |
| Coleção Aplauso Música: Marlene: A incomparável | Diana Aragão                                                                        |
| Coleção Aplauso Música: Francisco Carlos: O maior ídolo dos anos dourados                                                                                    | Jonas Vieira                                                                        |
| Coleção Aplauso Música: Adelaide Chiozzo: O acordeon e o beijinho                                                                                            | Patrícia Rodrigues                                                                  |
| Coleção Aplauso Música: Cida Moreira: A dona das canções | Thiago Sogayar Bechara                                                              |
| Coleção Aplauso Música: Inezita Barroso: Com a espada e viola na mão                                                                                         | Valdemar Jorge                                                                      |
| Coleção Aplauso Música: Leny Andrade: Alma mia | Regina Ribas                                                                        |
| Coleção Aplauso Perfil: Vida Alves: Sem medo de viver | Nelson Natalino                                                                     |